# Iracelma Silva
Iracelma Patrícia da Silva (født 1. februar 1991 i Luanda, Angola) er en kvindelig angolansk håndboldspiller som spiller for Primeiro de Agosto og Angolas kvindehåndboldlandshold, som højre fløj.
Hun deltog ved VM 2013 i Serbien, VM 2017 i Tyskland og VM 2019 i Japan.